# پیرنزپین
پیرنزپین (انگلیسی: Pirenzepine) (گاستروزپین)، یک آنتاگونیست انتخابی M1، در درمان زخم‌های گوارشی استفاده می‌شود، زیرا ترشح اسید معده را کاهش می‌دهد و اسپاسم عضلانی را کاهش می‌دهد. این دارو در دسته‌ای از داروهای شناخته شده به عنوان آنتاگونیست‌های گیرنده موسکارینی قرار دارد - استیل کولین، انتقال‌دهنده عصبی سیستم عصبی پاراسمپاتیک است که حالت استراحت و هضم را آغاز می‌کند (برخلاف جنگ یا گریز)، که منجر به افزایش تحرک معده می‌شود. گوارش؛ در حالی که پیرنزپین این اعمال را مهار می‌کند و باعث کاهش تحرک معده می‌شود که منجر به تاخیر در تخلیه معده و یبوست می‌شود. هیچ تأثیری بر مغز و نخاع ندارد زیرا نمی تواند از طریق سد خونی مغزی پخش شود.
پیرنزپین برای استفاده در کنترل نزدیک‌بینی مورد بررسی قرار گرفته است.
همودایمر شدن یا الیگومریزاسیون گیرنده‌های M1 را تشدید می‌کند.

## همچنین ببینید
- تلنزپین